# 红高粱 (电影)
《红高粱》（英語：Red Sorghum）是一部於1988年上映的中國大陸電影，改編自莫言1986年发表的两部中篇小说《紅高粱》和《高粱酒》，由中國第五代導演张艺谋執導，並荣获第38届柏林国际电影节金熊奖等許多國際影展獎項。此片亦是當時仍是中央戲劇學院學生的鞏俐的第一部電影。
影片背景是1930-40年代山东高密，男女主人公歷经曲折后一起经营一家高粱酒坊，但是在抗日战争时，除男主人公（姜文飾）及幼子外，女主人公和酒坊伙计均因参与抵抗运动被日军杀害。

## 剧情
因为一匹骡子，九儿（鞏俐飾）的父母要她嫁给一位擁有一座酒坊的50岁麻风病人。九儿乘坐花轎出嫁時，在途中被一名強盜拦截。其中一名抬轿男子（姜文飾）挺身而出打退了強盜，九儿因而和他开始相互喜欢。
3天后，九儿回鄉探望父母。抬轿男子突然从高粱田裡衝出来，抢走了九儿。他们在高粱田野外交合。九儿回到酒坊的时候发现麻风病的丈夫死了，很多人认为他是被杀死的。因为他孑身一人，留下的酒坊没人管，九儿因而接管了酒坊。
某天，救了九兒的抬轿男子喝醉了，在高粱酒裡撒尿。没想到，高粱酒变得特别好喝。酒坊因而发财。
后来，抗日战争时，九儿的老朋友被日本人抓住後残忍的剥皮殺害。九儿要向日本人复仇，她请她的工人来帮忙。酒坊工人们做地雷和炸弹。工人躲在高粱地裡，等着日本人汽车经过。等待日本兵经过时，工人们肚子饿了，所以九儿的孩子回家告诉妈妈。九儿带来中饭的时候，日本人来了。九儿被射杀。工人的炸弹最后爆炸，日本兵和几乎全部工人们被杀死。只有抬轎男子和儿子活了下来。

## 演员
- 巩俐　饰 九儿（我奶奶）
- 姜文　饰 余占鰲（抬轎男子）（我爷爷）
- 滕汝骏　饰 罗汉爷爷（酒坊工人的头）
- 计春华  饰 秃三炮
- 钱明　饰 我奶奶她爹
- 刘继　饰 我爹

## 奖项
- 1988年获第八届中国电影金鸡奖最佳故事片奖、最佳摄影奖、最佳音乐奖、最佳录音奖
- 1988年第十一届《大众电影》百花奖最佳故事片奖
- 1988年获第三十八届西柏林国际电影节最佳故事片金熊奖
- 1988年第五届津巴布韦国际电影节最佳影片奖，最佳导演奖，故事片真实新颖奖
- 1988年第三十五届悉尼国际电影节电影评论奖
- 1988年摩洛哥第一届马拉什国际电影电视节导演大阿特拉斯金奖
- 1989年第十六届布鲁塞尔国际电影节广播电台听众评委会最佳影片奖
- 1989年法国第五届蒙彼利埃国际电影节银熊猫奖
- 1989年第八届香港电影金像奖、十大华语片之一
- 1990年民主德国电影家协会年度奖提名奖
- 1990年古巴年度发行电影评奖十部最佳故事片之一

## 相关作品
- 紅高粱 (電視劇)